# Marul
Marul (makedonska: Марул) är en ort i Nordmakedonien. Den ligger i kommunen Prilep, i den centrala delen av landet, 90 kilometer söder om huvudstaden Skopje. Marul ligger 738 meter över havet och antalet invånare är 136.